# Fliegerführer Atlantik

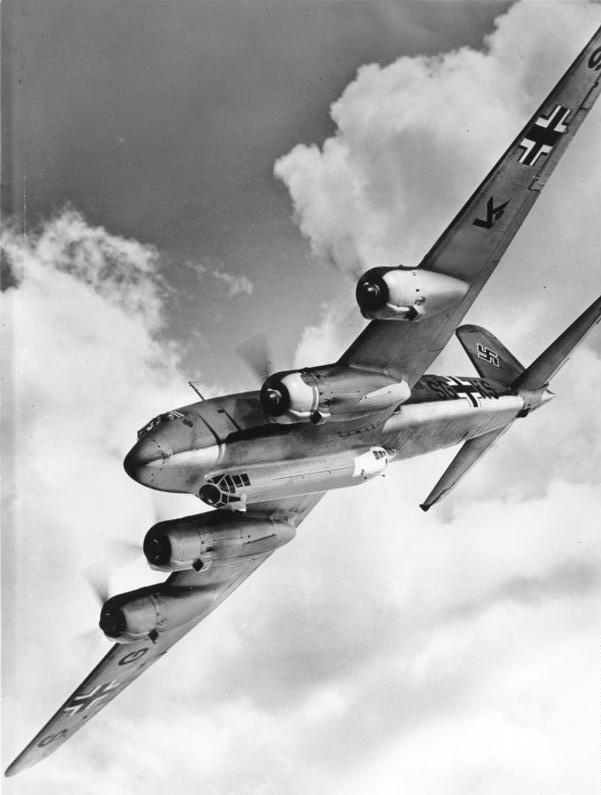
le Fliegerführer Atlantik en 1941

Le Fliegerführer Atlantik   est un commandement de secteur qui fait partie de la Luftflotte 3 (3e flotte aérienne), une des principales unités de la Luftwaffe allemande de la Seconde Guerre mondiale.
Le Fliegerführer Atlantik (en français : Commandement aérien de l'Atlantique), a été créé à Lorient en mars 1941 à partir d'éléments de la IV. Fliegerkorps pour soutenir les opérations sous-marines de la Kriegsmarine allemande pendant la bataille de l'Atlantique. Le commandement avait compétence sur toutes les opérations de la Luftwaffe dans l'Atlantique et pour le soutien des navires de surface allemands.

Au cours de la sortie du cuirassé allemand Bismarck au cours de l'Opération Rheinübung en mai 1941, le Fliegerführer Atlantik a été chargé de fournir des couvertures aériennes pour son retour au port. Les Kampfgruppe 100, Kampfgeschwader 1, Kampfgeschwader 54 et 77 ont été mis à disposition à cet effet. Ils ont échoué et le Bismarck a été coulé. L'officier commandant le Fliegerführer Atlantik, Martin Harlinghausen, a subi beaucoup de critiques pour n'avoir pas aidé le navire.

Le Fliegerführer Atlantik est absorbé à partir du 1er avril 1944 par la X. Fliegerkorps.

## Commandements

### Fliegerführer
| Début           | Fin            | Grade               | Nom                             |
| --------------- | -------------- | ------------------- | ------------------------------- |
| 31 mars 1941    | 5 janvier 1942 | Generalleutnant     | Martin Harlinghausen            |
| 30 octobre 1941 | 5 janvier 1942 | Generalmajor        | Wolfgang von Wild (par intérim) |
| 5 janvier 1942  | 1er avril 1944 | General der Flieger | Ulrich Kessler (en)             |

## Quartier Général
Le Quartier Général s'est déplacé suivant l'avancement du front.
| Début        | Fin       | Ville   |
| ------------ | --------- | ------- |
| 31 mars 1941 | Juin 1943 | Lorient |
| Juin 1943    | Juin 1943 | Angers  |

## Rattachement
| Mars 1941 - Avril 1944 |  | Luftflotte 3 |

## Unités subordonnées
- Ausb.Staffel/Fl.Fü.Atlantik : 1941 - ? (utilisation de Junkers Ju 88)
- Flugbereitschaft/Fl.Fü.Atlantik : Mars 1941 - 1er avril 1944 (utilisation de Junkers Ju 88, de Messerschmitt Bf 108 et d'Heinkel He 111)

### Ordre de bataille
- 26 juillet 1941 :
  - Stab/Kampfgeschwader 40 basé à Rennes sur Junkers Ju 88A
  - I./Kampfgeschwader 40 basé à Cognac sur Focke-Wulf Fw 200C
  - II./Kampfgeschwader 40 basé à Cognac sur Dornier Do 217E, Heinkel He 111H
  - III./Kampfgeschwader 40 basé à Brest sur Heinkel He 111H
  - 2. et 3./Küstenfliegergruppe 106 basé à Schiphol sur Junkers Ju 88A
  - Küstenfliegergruppe 606 basé à Lannion sur Junkers Ju 88A

- 30 avril 1942 :
  - 8./Kampfgeschwader 40 basé à Bordeaux sur Focke-Wulf Fw 200C
  - 9./Kampfgeschwader 40 basé à Rennes sur Focke-Wulf Fw 200C
  - Stab/Kampfgeschwader 6 basé à Dinard sur Junkers Ju 88A
  - Küstenfliegergruppe 106 basé à Morlaix sur Junkers Ju 88A

- 31 mars 1942 :
  - III./Kampfgeschwader basé à Bordeaux sur Focke-Wulf Fw 200C
  - V./Kampfgeschwader basé à Bordeaux sur Junkers Ju 88C